# フルーヒウ
フルーヒウ（ウクライナ語：Глу́хів；意訳：「堅固な城」）は、ウクライナのスームィ州ショストカ地区にある町。エスマーニ川河岸に位置する。人口3万1789人（2022年推計値）。面積は83.74km²。

## 歴史

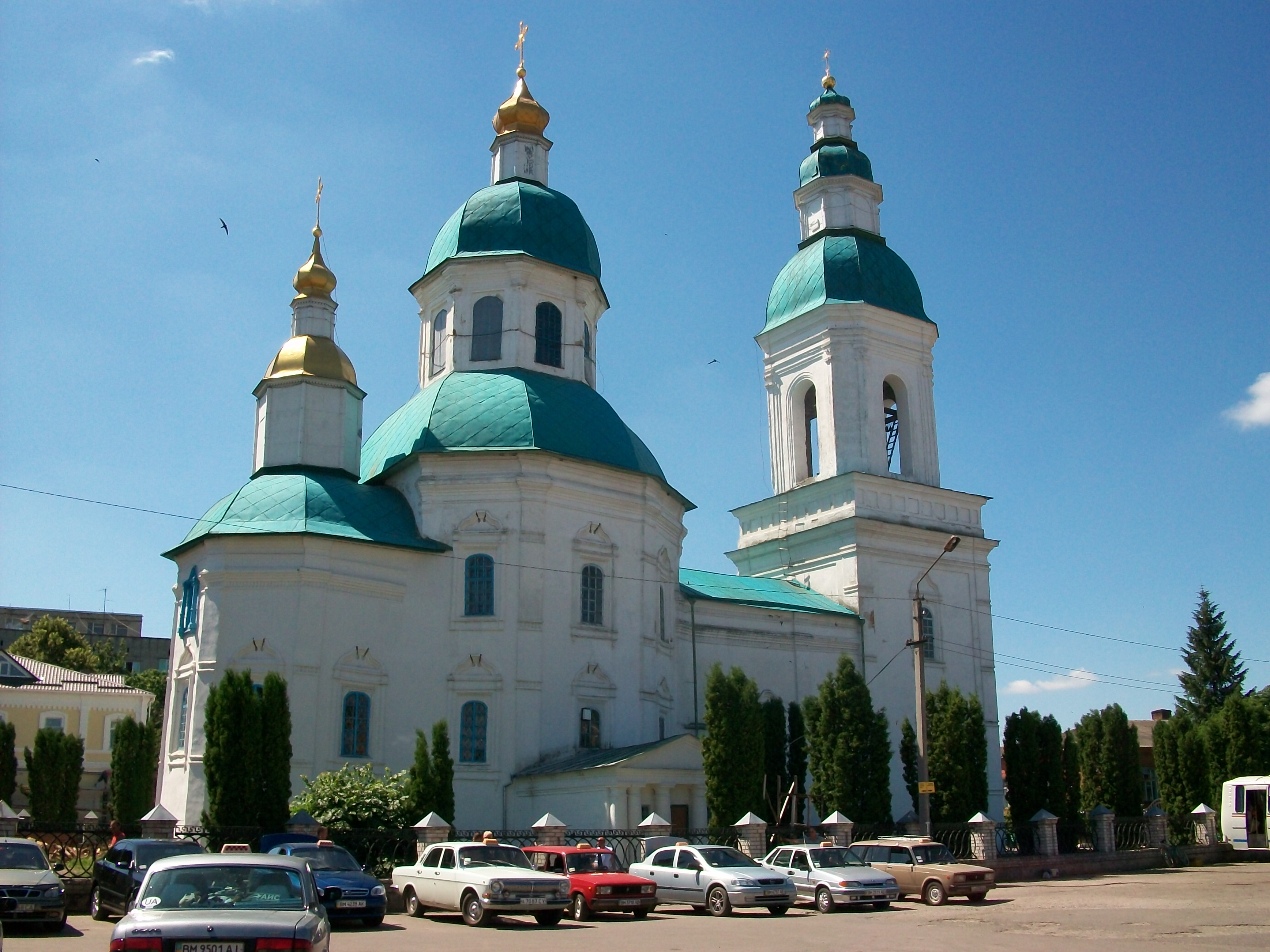
ムィコラーイ教会

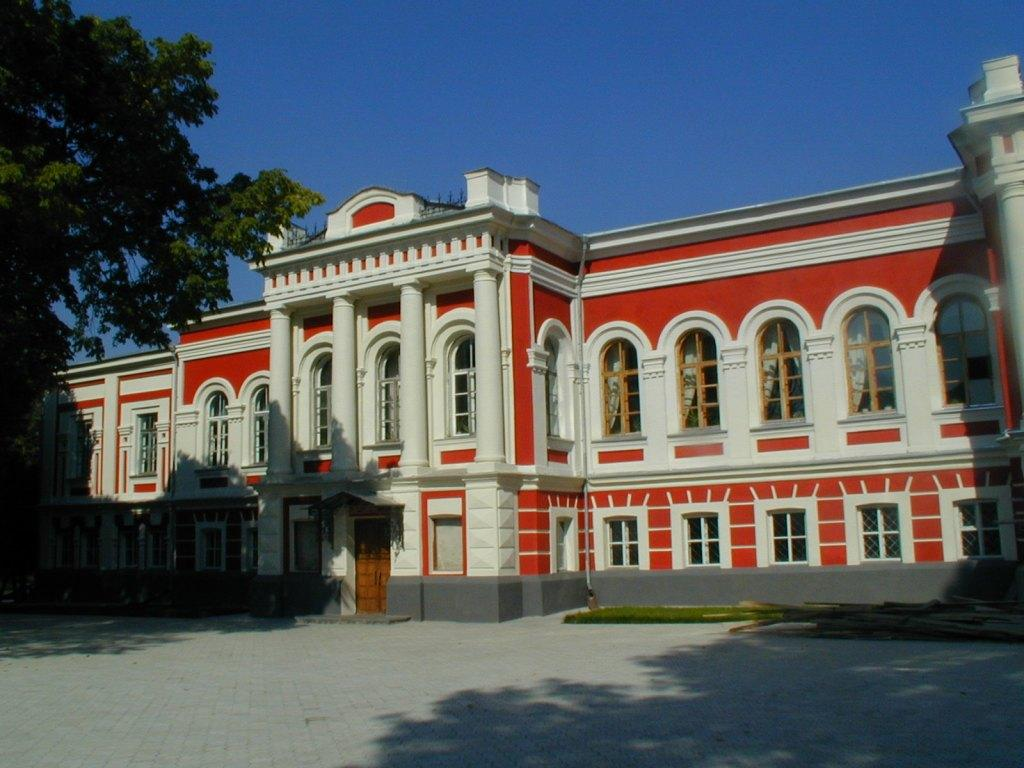
フルーヒウ国立教育大学

992年にキエフ大公国の要塞として創建された。13世紀にモンゴル帝国によって破壊された。一時期、フルーヒウを首都としたグルホフ公国が出現するが、14世紀にリトアニア大公国の支配下に置かれた。1503年から1618年までの間にモスクワ大公国に属していたが、その後、ポーランド・リトアニア共和国のものとなり、1644年に自治権が与えられた。1648年のフメリニツキーの乱がきっかけに、コサック国家ニージン連隊フルーヒウ百人隊の百人隊庁所在地となった。1663年から1665年にかけてフルーヒウ連隊の連隊庁所在地であったが、大北方戦争の後、1708年から1750年までの間にコサック国家の首都であった。ロシア帝国がコサック国家を滅亡してから、小ロシア県、それからチェルニゴフ県に属するようになった。1920年にウクライナ社会主義共和国に編成された。第二次世界大戦の時に著しい被害を被った。1991年以後、独立したウクライナの都市となった。

## 経済
経済の基盤は農業、食料産業（パンや食肉の製品・乳製品など）、機械産業（電気機械）、繊維産業である。

## 文化
フルーヒウ国立教育大学やウクライナ科学院フルーヒウ植物繊維研究所などの教育・研究施設がある。
文化財にはムィコラーイ教会（1693年）、救世主の変容教会（1765年）、昇天教会（1767年）、聖アナスタシア教会（1897年）、キエフの門（1769年）などである。

## 出身者
- マクスィーム・ベレゾーウシクィイ：作曲家
- ドムィトロー・ボルトニャーンシクィイ：作曲家

## 姉妹都市
- ルィリスク（ロシア、2007年[1] - )
- スヴィシュトフ（ブルガリア、2010年[2] - ）
- クリヴォドル（ブルガリア、2010年[2] - ）

## ギャラリー

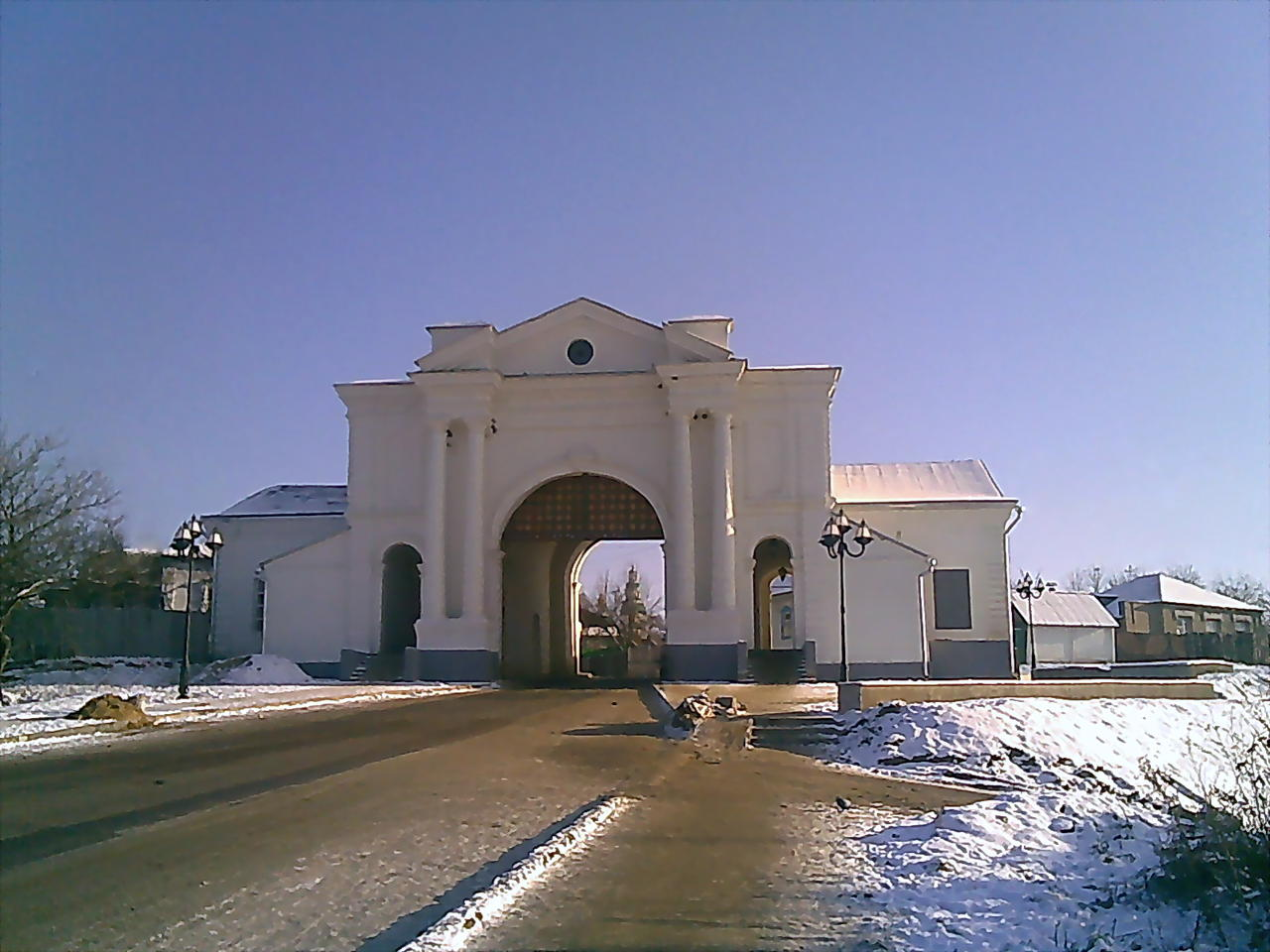
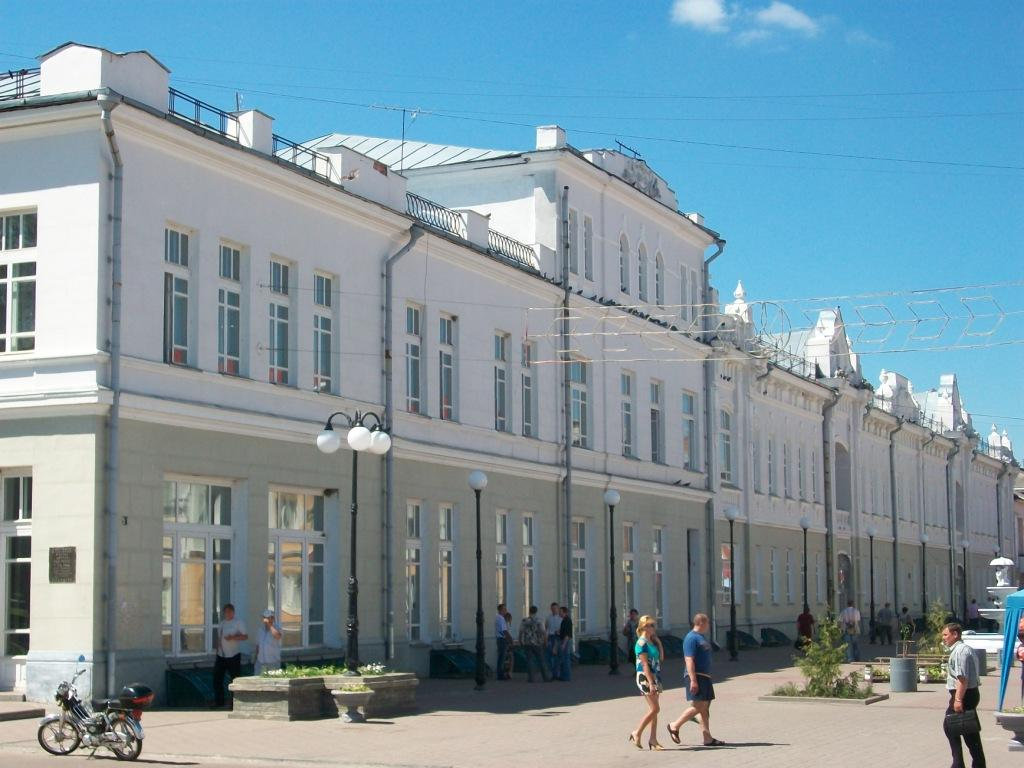
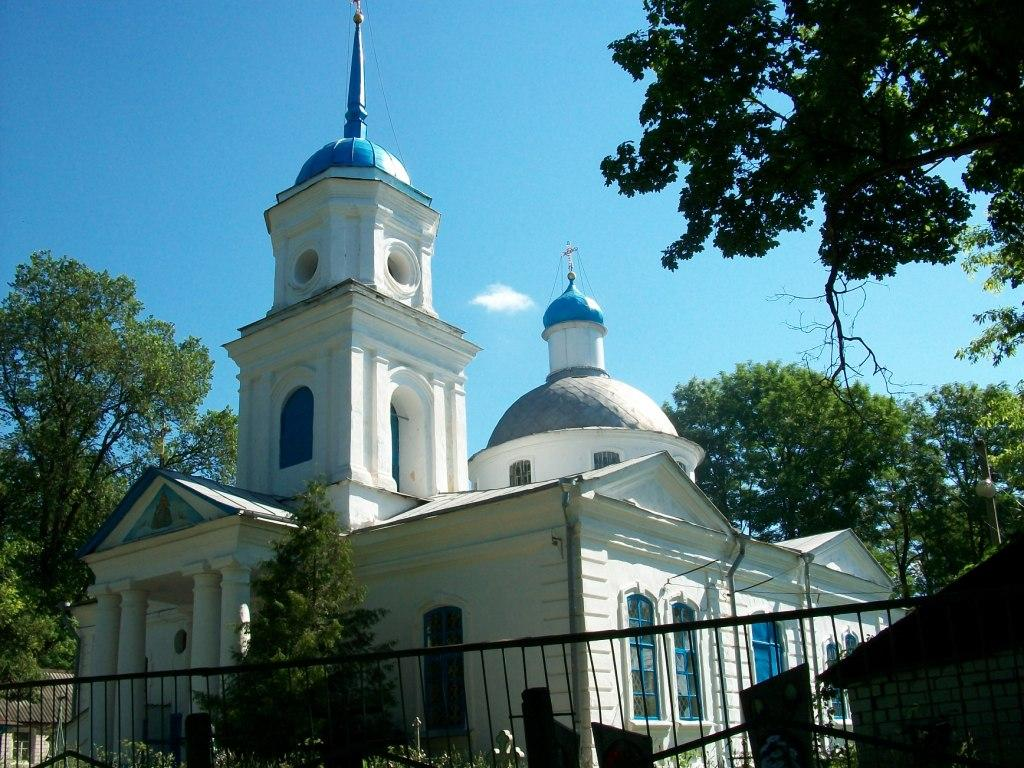
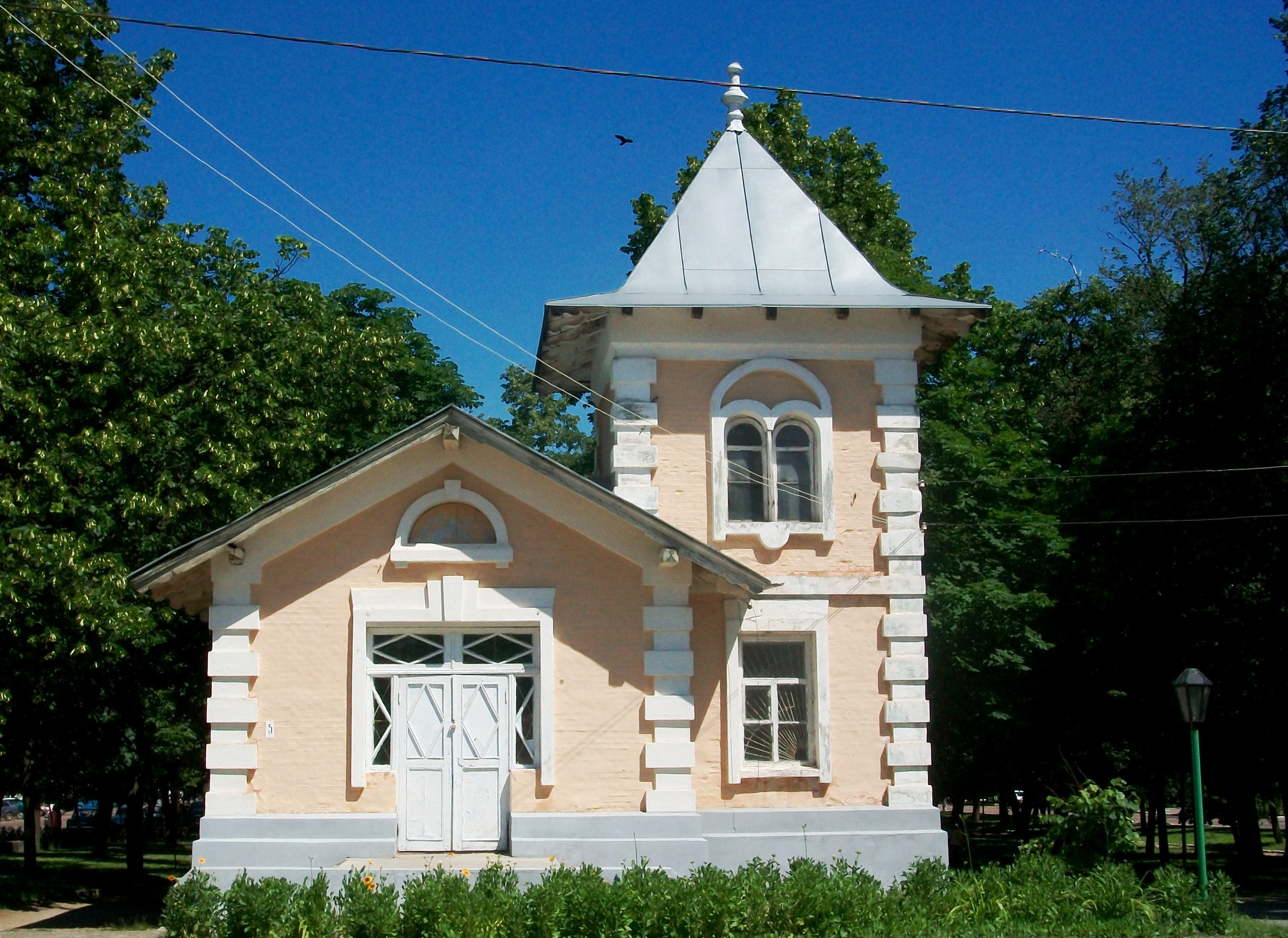
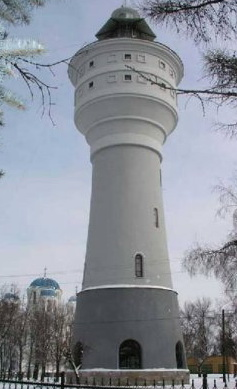
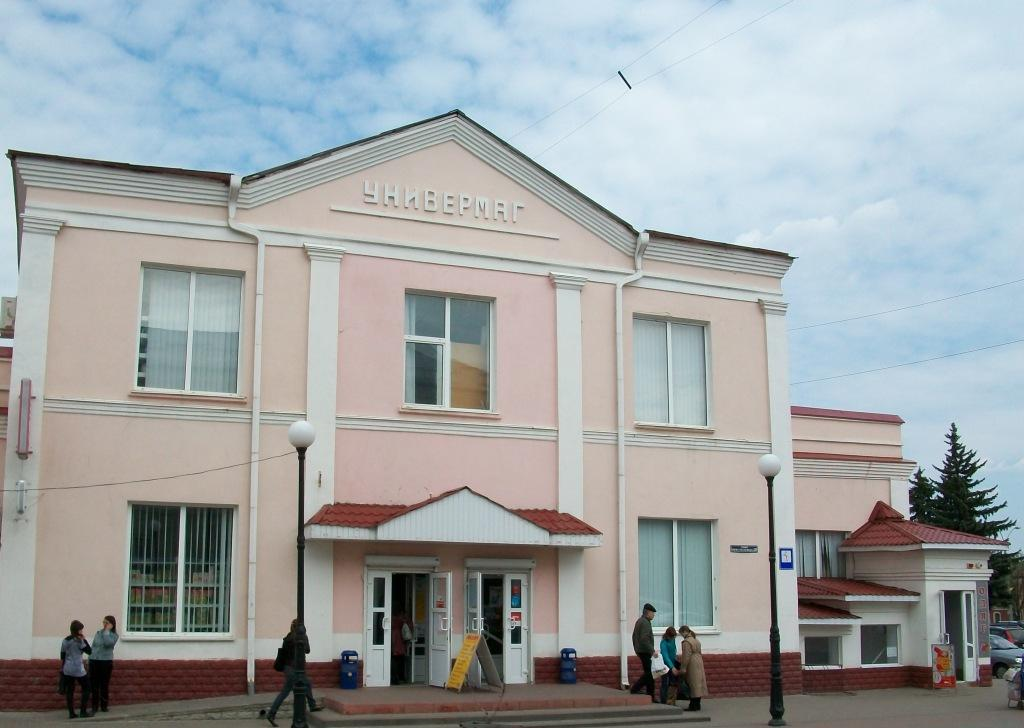
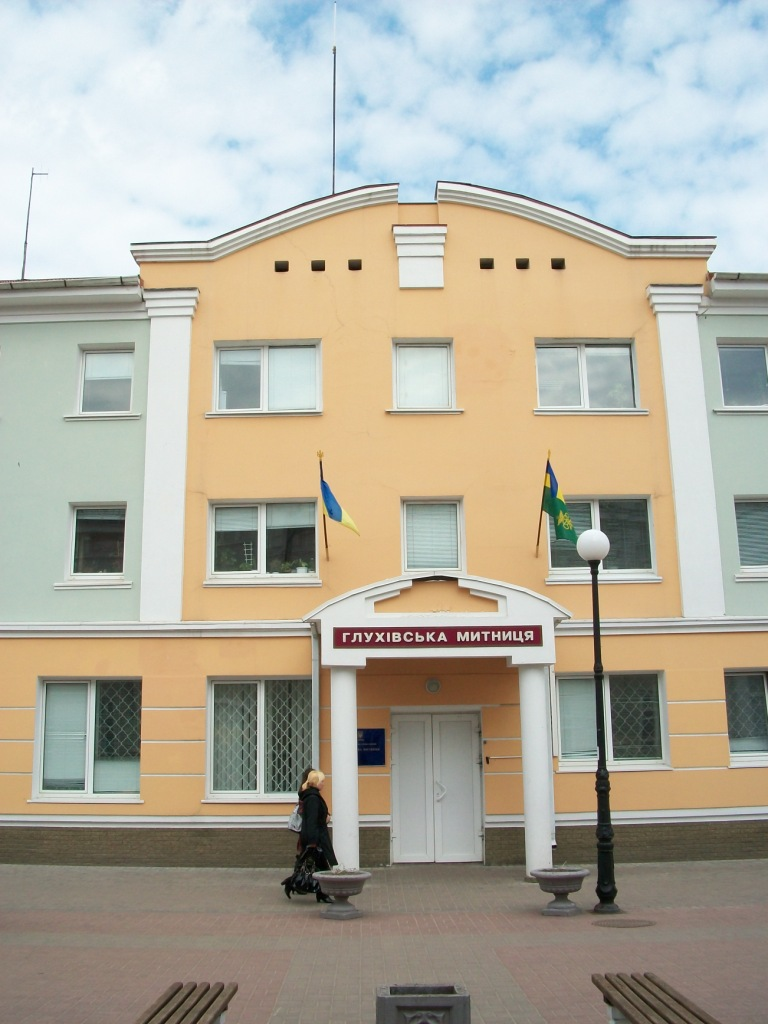
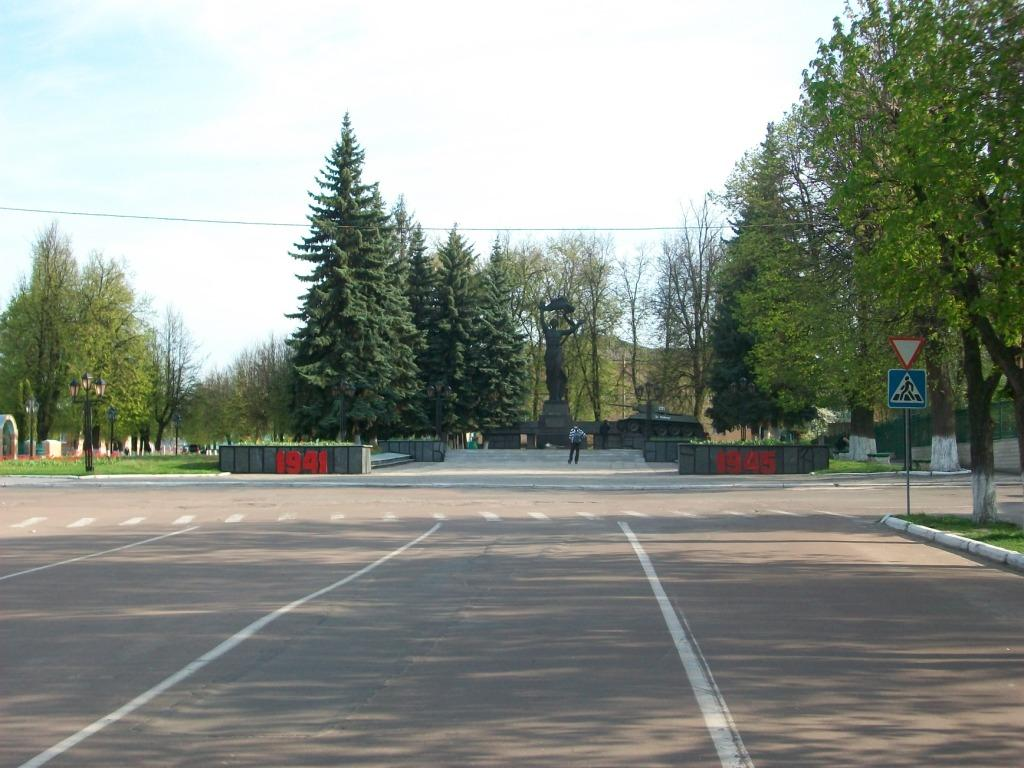
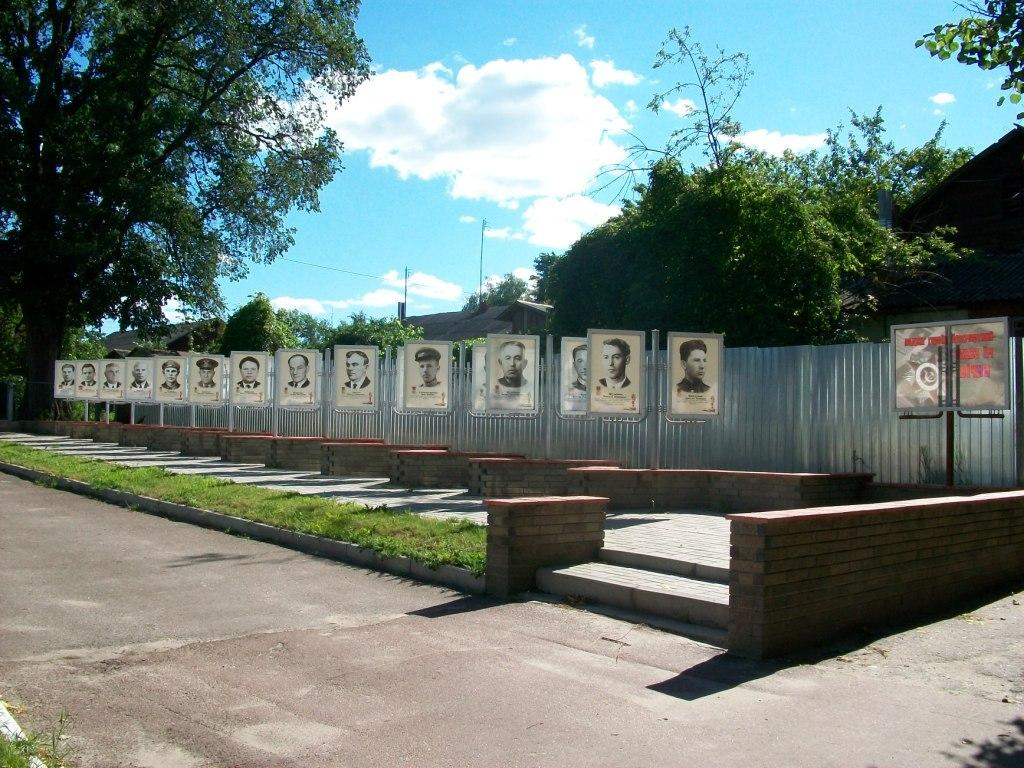
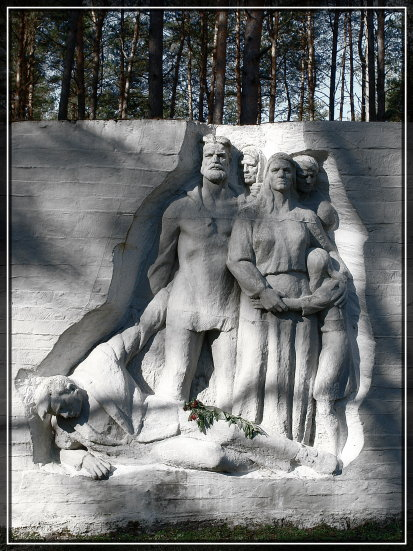
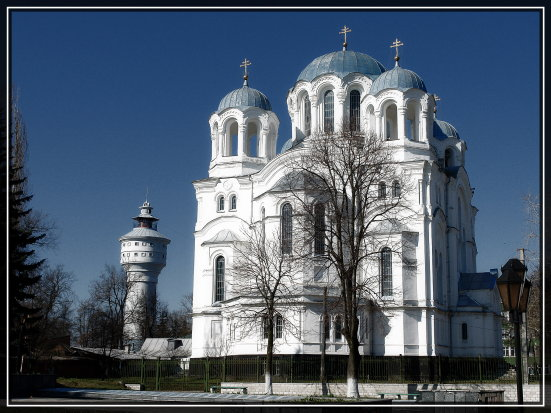
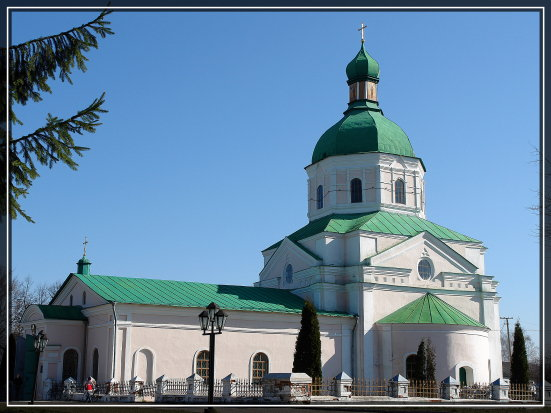
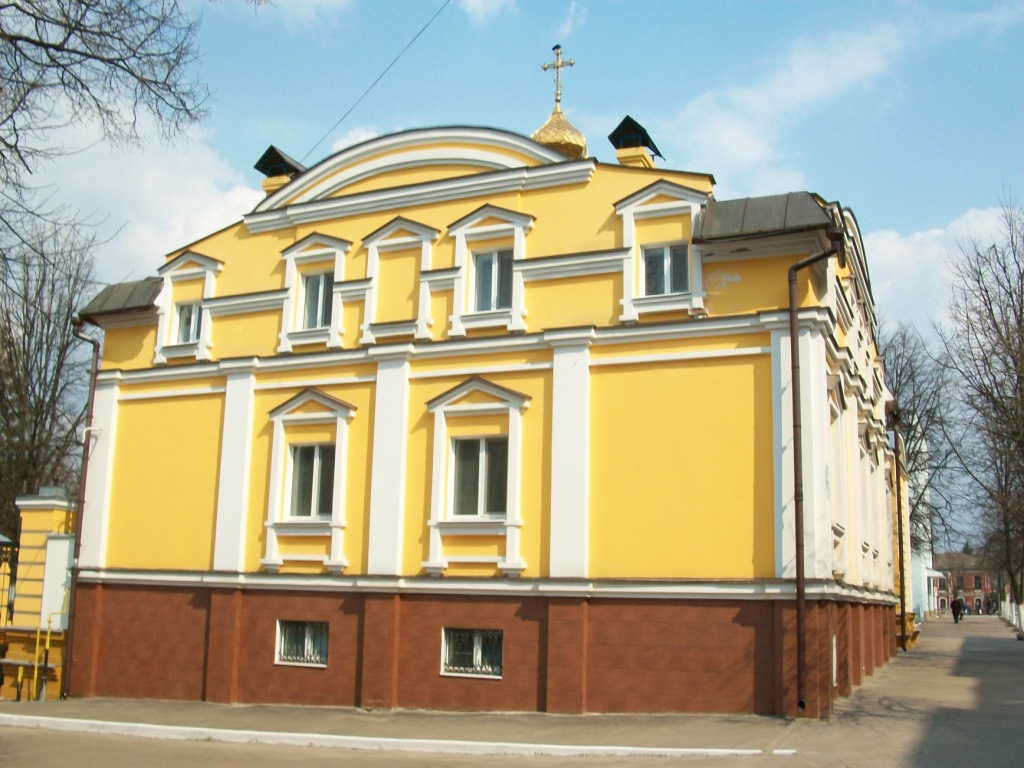
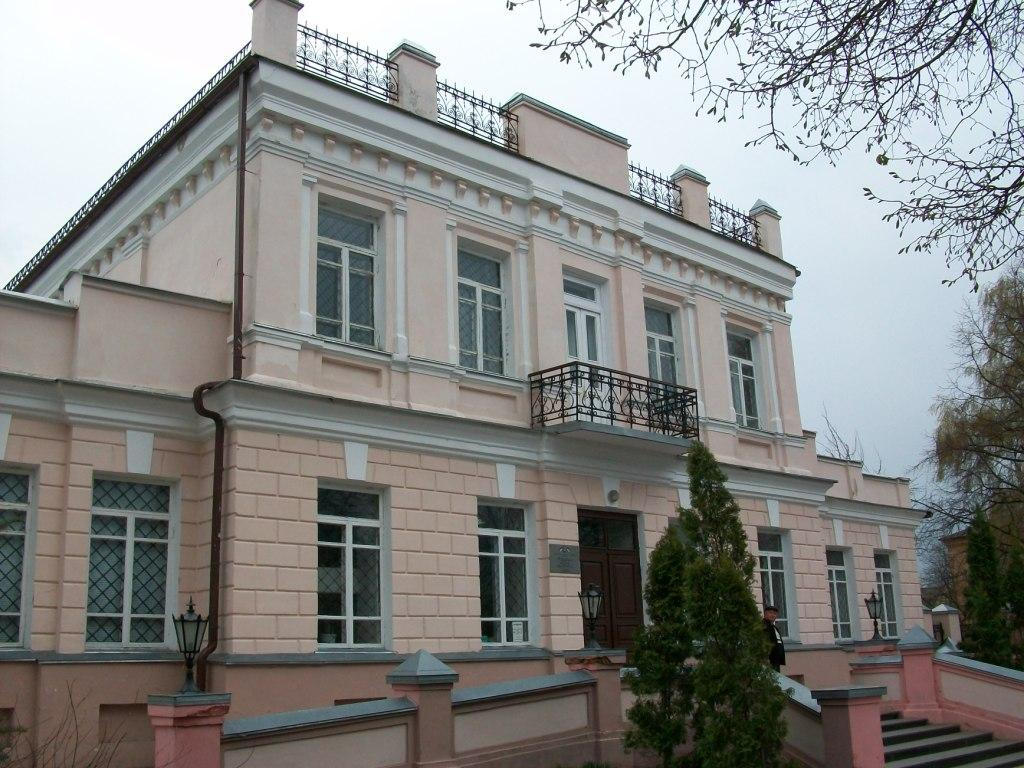
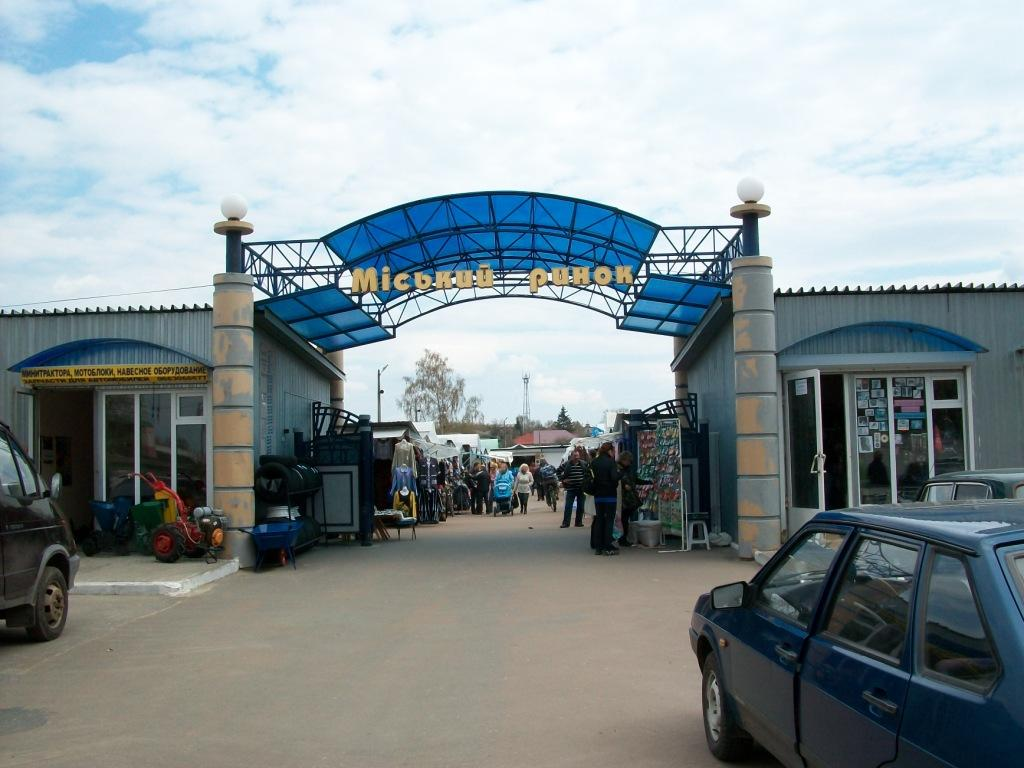
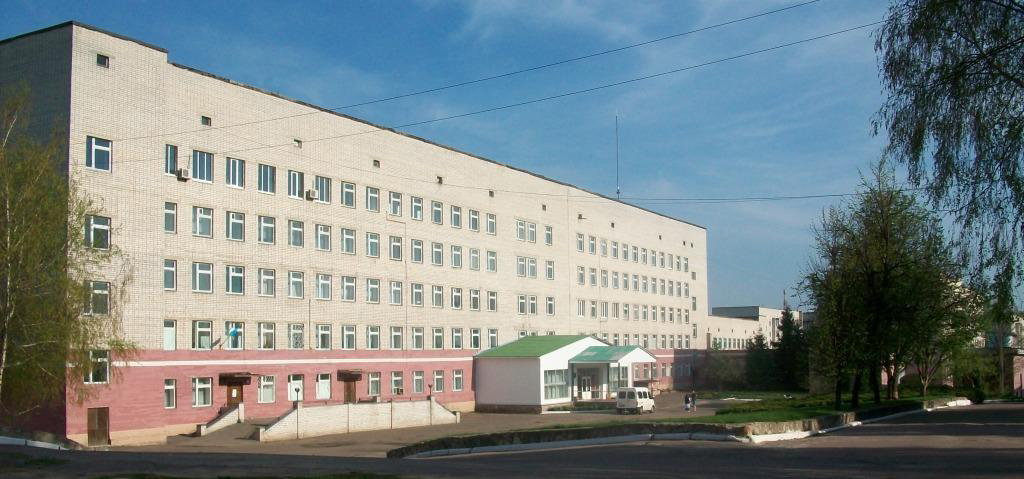
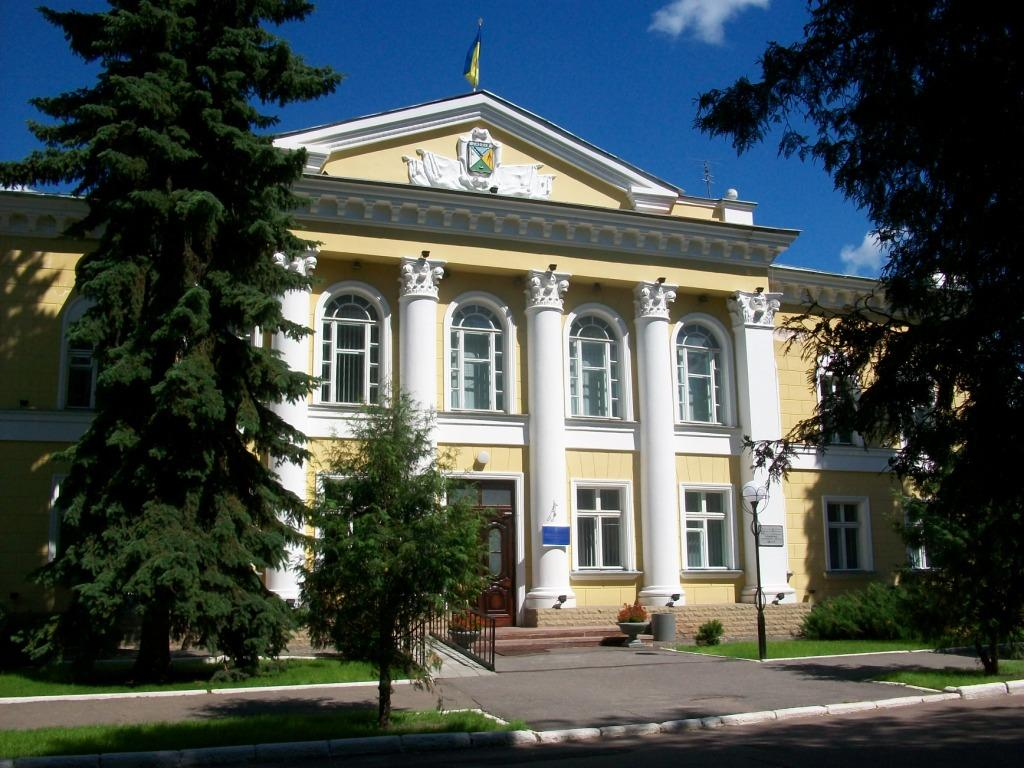
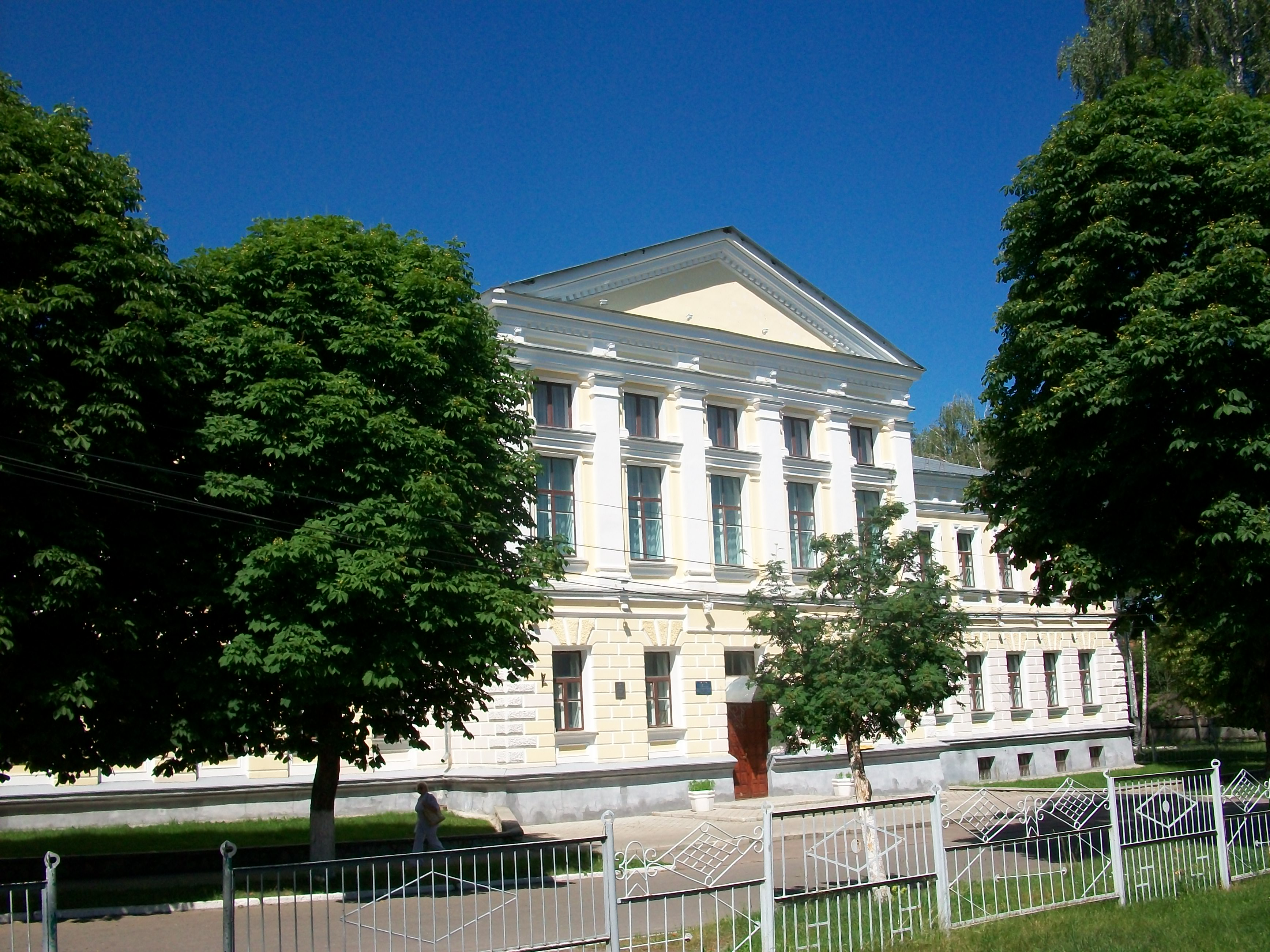
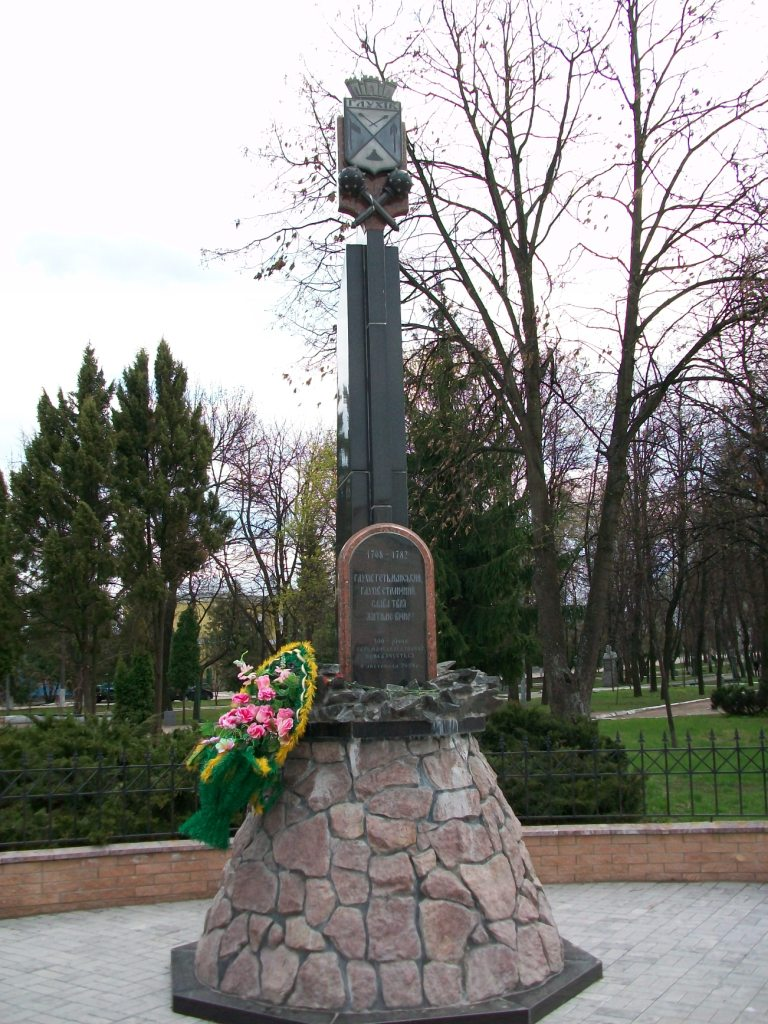
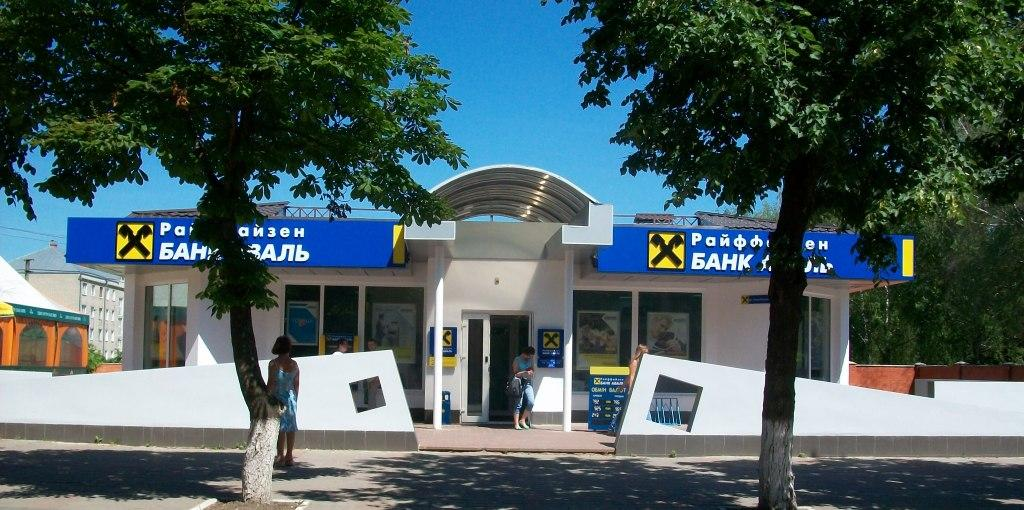

座標: 北緯51度40分43秒 東経33度54分41秒 / 北緯51.678611度 東経33.911389度